# Apple A18
A17 Pro,
A16 Bionic 
L’Apple A18 et l’Apple A18 Pro sont deux systèmes sur une puce (SoC) 64 bits basés sur ARM et conçus par Apple, faisant partie de la série Apple Silicon. Ils sont utilisés dans les smartphones iPhone 16 et iPhone 16 Pro, et fabriqués avec un procédé 3 nm de deuxième génération par TSMC. Annoncés le 9 septembre 2024, ils sont les successeurs du processeur Apple A17 Pro.

## Conception
Les Apple A18 et A18 Pro sont équipés d’un processeur 64 bits ARMv9.2-A à six cœurs conçu par Apple avec deux cœurs hautes performances @4.04 GHz et quatre cœurs économes en énergie @2.42 GHz, un GPU à cinq (A18) et six cœurs (A18 Pro) et un NPU à 16 cœurs.

### CPU
Apple affirme que la nouvelle puce A18 est jusqu’à 30 % plus rapide en termes de performances CPU par rapport à l’iPhone 15 avec la puce A16 Bionic et 50 % par rapport à l’iPhone 14 avec la puce A15 Bionic. De plus, il peut offrir les mêmes performances de processeur que la puce A16 Bionic tout en consommant 30 % d’énergie en moins,.
L’A18 Pro est jusqu’à 15 % plus rapide en termes de performances CPU que la puce A17 Pro, et il peut offrir les mêmes performances CPU que la puce A17 Pro tout en consommant 20 % d’énergie en moins. Apple affirme que la puce A18 Pro a des caches plus grands que la puce A18 non Pro.

### GPU
La puce A18 intègre un nouveau GPU à cinq cœurs conçu par Apple, ajoutant désormais la prise en charge du ray tracing accéléré par le matériel et du mesh shading à la gamme non Pro. Apple affirme que la nouvelle puce A18 est jusqu’à 40 % plus rapide en termes de performances GPU par rapport à l’iPhone 15 avec la puce A16 Bionic, et qu’elle peut offrir les mêmes performances GPU que la puce A16 Bionic tout en consommant 35 % d’énergie en moins.
L’A18 Pro dispose d’un cœur GPU supplémentaire, ce qui en fait un GPU à six cœurs, et il peut offrir des performances 20 % plus rapides par rapport au GPU de la puce A17 Pro. Apple affirme qu’il dispose d’un ray tracing matériel 2 fois plus rapide, bien qu’il ne soit pas clair s’il s’agit d’une caractéristique exclusive de la puce A18 Pro par rapport à la variante non Pro.

### NPU
Apple affirme que le nouveau moteur neuronal à 16 cœurs est capable de 35 billions d’opérations par seconde (35 TOPS), avec un apprentissage automatique 2 fois plus rapide par rapport à la puce A16 Bionic. L’A18 Pro, par rapport à l’A17 Pro, peut exécuter les fonctionnalités Apple Intelligence jusqu’à 15 % plus rapidement. Comme le montrent les benchmarks, toutes les puces de la série A18 disposent de 8 Go de RAM,, et les deux puces ont 17 % de bande passante mémoire en plus,,.
Le NPU de l’A18, avec 35 TOPS, est environ 58 fois plus puissant que celui de l’A11 (600 milliards d’opérations par seconde contre 35 billions d’opérations par seconde), qui était la première puce Apple dotée d’un NPU. L’A11 a été introduite en 2017.

#### Comparaison du NPU entre les générations de puces
| Puce       | TOPS  | Année de lancement | Puissance de calcul comparée à celle de l'A18 (%) |
| ---------- | ----- | ------------------ | ------------------------------------------------- |
| A11 Bionic | 0.6   | 2017               | 1.71                                              |
| A12 Bionic | 5.0   | 2018               | 14.29                                             |
| A13 Bionic | 6.0   | 2019               | 17.14                                             |
| A14 Bionic | 11.0  | 2020               | 31.43                                             |
| A15 Bionic | 15.8  | 2021               | 45.14                                             |
| A16 Bionic | 17.0  | 2022               | 48.57                                             |
| A17 Pro    | 35.0  | 2023               | 100.00                                            |
| A18        | 35.0* | 2024               | 100.00*                                           |

*Bien que l'A18 soit théoriquement capable du même nombre d'opérations par seconde que l'A17 Pro, les performances réelles pourraient être supérieures à cause d'améliorations sur d'autres parties du SoC, comme la plus large bande passante mémoire. En fait, Apple affirme que l'A18 Pro est 15 % plus rapide sur les tâches d'Apple Intelligence par rapport au A17 Pro

## Produits utilisant l'Apple A18
A18
- iPhone 16e
- iPhone 16
- iPhone 16 Plus

A18 Pro
- iPhone 16 Pro
- iPhone 16 Pro Max